# Живрикур
Живрику́р (фр. Givrycourt) — коммуна во французском департаменте Мозель региона Лотарингия. Относится к  кантону Альбестроф.	

## География
Живрикур расположен в 60 км к востоку от Меца. Соседние коммуны: Виттерсбур на севере, Онскирш на северо-востоке, Альтвиллер на востоке, Виберсвиллер на юго-востоке, Мюнстер на юго-западе, Альбестроф на западе.

## История
- Город был основан в 1629 году кардиналом Живри, епископом Меца, в лесном массиве, носившем название Ампатль (фр. Hampatle).
- До 1870 года Живрикур входил в дапартамент Мёрт
- В 1973—1998 годах был частью Альбестрофа.

## Демография
По переписи 2007 года в коммуне проживал 101 человек.	